# Urris Hills
Urris Hills är kullar i republiken Irland. De ligger i grevskapet County Donegal och provinsen Ulster, i den norra delen av landet. Kullarna är täckta av hed.